# 大衛·姜
大衛·姜（英語：David Kang；1970年—）是澳洲一名大律師，曾在1994年向威爾斯親王查爾斯開兩槍空炮彈，抗議澳洲政府對待數百名柬埔寨難民的手法。

## 早年
姜氏在澳洲出生，父親是前韓國空軍直升機機師羅拔·姜。

## 假裝暗殺皇儲
1994年1月26日，威爾斯親王查爾斯正訪問澳洲，並在悉尼達令港譚巴朗公園發表澳洲日演講。當時23歲、正修讀麥覺理大學人類學的姜氏趁此機會，計劃假裝暗殺查理斯王子。
查理斯走向講台時，姜氏先是跨越台前圍欄、闖上舞台，繼而衝向親王，期間用起步槍發射第一枚空炮彈。姜氏之後撞向講台，射了第二枚空彈。至少15人見狀跑向兇徒壓緊他，有警員將他摔倒在地，其中一名警員制服姜氏時手部受傷。至於親王私人保衛警員哥連·暹明警司則保護親王，帶他離開舞台，他並無受傷、且非常冷靜，並在2005年2月28日再次訪問悉尼。地方警隊對於暹明反應迅速而表示欽佩。
當日其他在台上的嘉賓有：新南威爾士總督彼得·羅斯·冼祈、新南威爾斯總理約翰·花禧、悉尼市長范克·沙陀和新南威爾斯警務處處長東尼·羅華。
姜氏是第二位襲擊皇室成員的悉尼人，愛爾蘭籍的亨利·詹士·奧化勞曾因槍傷亞福烈親王而被判以環首死刑。是次假殺案發生過後，外界曾誤以為姜氏是高棉族。另外，事件亦引起社會討論澳洲的君主制和共和制。

### 審案及判刑
姜氏被捕後送往悉尼高斌街警署，翌日提堂，被控六項罪名，包括兩項觸犯《1976年聯邦罪行（受國際保護人等）法令》（即襲擊受國際保護的人士），以及非法使用火器、管有火器、歐鬥和襲擊，要還押至1994年2月4日。若所有罪名被判成立的話，姜氏可能要面臨二十年刑期。
姜氏在庭上供稱自己受抑鬱症影響，施襲是不滿澳洲的高棉族難民的困境。姜氏此前曾致函威爾斯親王、美國總統、聯合國、教宗等人，而親王則以樣板信回函。他最終被裁定罪成，被判500小時社會服務令。
姜氏在11年後回應時，形容事件是「極度痛苦難忘的經歷」，而自己已經放下此事，在悉尼成為一位大律師，「但我無意再傷害任何人」。

## 事業及生活
姜氏之後分別在悉尼科技大学、悉尼大學法學院和麥覺理大學取得工商管理碩士、榮譽法学士和人類學榮譽文学士。
雖然姜氏留有案底，但新南威爾斯大律師公會認為他是個「適當人選」，而公會主席指出姜氏已經服完刑，並在2004年批准他成為大律師。姜氏目前是悉尼的愛達魏雲斯事務所執業大律師，專長刑法、公司及商法、股東權益和醫療事故。姜氏已婚及育有兩子女。